# 7,65 × 17 mm Browning
El 7,65 × 17 mm Browning SR o 7,65 mm Browning, también llamado .32 ACP (Automatic Colt Pistol) o .32 Automatic, es un cartucho de pistola de forma cilíndrica, diseñado por John Moses Browning, para usarse en la pistola FN M1900. Fue introducido en 1899 por FN, y usado por primera vez en la Browning M1900.

## Historia
John Browning creó muchos de los cartuchos y mecanismos para pistolas semiautomáticas. Al igual que su primer cartucho de pistola, el 7,65 × 17 mm Browning necesitaba paredes rectas para funcionar confiablemente en pistolas de retroceso directo, así como también un pequeño reborde para alimentar en forma confiable desde los cargadores de petaca. El cartucho fue un éxito, y fue adoptado por decenas de países y un sinnúmero de agencias gubernamentales. 

## Diseño
El 7,65 × 17 mm Browning fue diseñado para pistolas semiautomáticas operadas por retroceso directo, sin bloqueo de la recámara. Su relativa baja potencia hizo que este cartucho fuera práctico para armas de ese sistema. Aún es utilizado, principalmente, en pistolas compactas, de bajo precio. El cartucho 7,65 × 17 mm Browning a veces se utiliza en conversiones con subcalibres, como una alternativa funcional para fusiles y carabinas de caza.

## Rendimiento
El 7,65 × 17 mm Browning es compacto y liviano, pero de corto alcance y con un poder de parada marginal. Las armas recamaradas para este cartucho a menudo son apreciadas por su diseño compacto y bajo peso en relación con el calibre, en especial para usar como arma de portación oculta. A pesar de ser capaz de matar, las balas de baja velocidad de 4,2 g o 4,6 g no son capaces de incapacitar personas fácilmente. La munición con balas de punta hueca ha estado disponible durante décadas y puede incrementar el poder de parada, aunque esto sigue siendo controvertido (con balas de baja velocidad, las balas de punta hueca no se expanden como se espera.  Incluso cuando la expansión ocurre, puede lograrse el mismo efecto con balas encamisadas que tienen más penetración).
En Europa, el 7,65 × 17 mm Browning es más ampliamente aceptado que en América, con un largo historial de uso por parte de civiles y de agencias militares y policiales. El cartucho gana popularidad debido a las modernas pistolas para portación (en los países o estados donde es legal) recamaradas para él, tales como Kel-Tec P-32, Beretta Tomcat y la Seecamp LWS 32. Este incremento en la popularidad permitió a muchos fabricantes de municiones desarrollar nuevas cargas con mejores rendimientos para el cartucho.

## Sinónimos
- .32 Auto (designación típica en USA)
- .32 Browning Auto
- 7,65 x 17 Browning
- 7,65x17mmSR (Semi Rimmed; con semi-pestaña, en inglés)
- 7,65 mm Browning (designación típica en Europa)

## Armas notables que emplean el 7,65×17mm Browning
- FN M1900
- FN Modelo 1910 y 1910/22
- Colt 1903 Pocket Hammerless
- Mauser HSc
- Sauer 38H
- Walther PPK
- Škorpion vz. 61
- Star 1919
- Modelo 3-A Industrias Trejo de Zacatlán